# Ioshkar-Ola
Ioshkar-Ola (em russo:  Йошкар-Ола) é uma cidade na Rússia, capital da República de Mari El. A cidade é localizada na linha ferroviaria Zelenodolsk-Iaransk.

## Historia
Ioshkar-Ola foi fundada pelo tsar Teodoro I em 1584, como localidade fortificada. 
Durante a era soviética, especialmente após a Segunda Guerra Mundial, a cidade era um centro industrial e de transporte regional, crescendo para o seu tamanho atual. O fim da União Soviética removeu o apoio das empresas estatais e levou ao fim da maioria das atividades manufatureiras da região. 

## Esporte
A cidade de Ioshkar-Ola é a sede do Estádio Drujba e do FC Spartak Ioshkar-Ola, que participa do Campeonato Russo de Futebol. 